# Ali Bey Evrenosoğlu
Ali Bey Evrenosoğlu, Evrenosoğlu Ali Bey, meist einfach Ali Bey, war ein osmanischer Militärkommandeur im 15. Jahrhundert. Während der 1430er Jahre war er Sandschakbey des Sandschak Albanien und schlug den albanischen Aufstand mit Hilfe der Truppen des Turahan Bey nieder. Im Jahr 1440 nahm er an der erfolglosen osmanischen Belagerung von Belgrad teil.

## Leben

### Herkunft
Ali Bey war der Sohn des osmanischen Generals Ewrenos. Dieser war ein byzantinischer Prinz und zum Islam konvertiert. Die Familie stammte aus Anatolien und war eine der vier führenden Ghāzī-Familien, die als Krieger bedeutend waren für die osmanischen Eroberungen des späten 14. Jahrhunderts.

### Sandschakbey von Albanien
Ali Bey wurde vor 1432 Sandschakbey von Albanien. Als Işak Bey 1430 Dagnum von Koja Zaharia eroberte, wurde es dem von Ali Bey kontrollierten Gebiet angegliedert.
In der frühen Phase des albanischen Aufstands in den Jahren 1432 bis 1436, im Winter 1432, versammelte Sultan Murat II. ca. 10.000 Mann unter dem Kommando von Ali Bey, die über die Via Egnatia in das Tal des Shkumbin marschierten, wo die osmanische Armee allerdings von Soldaten des albanischen Fürsten Gjergj Arianiti überfallen und besiegt wurde. In den Jahren 1435/36 folgte Ali Bey Turahan Beys Feldzug, der die osmanische Ordnung in der Region wieder herstellte.

### Feldzüge
Evrenosoglu kommandierte im Jahr 1438 eine Armee, welche die Wallachei und Transsylvanien plünderte. Im Jahr 1440 nahm Ali Bey an der erfolglosen Belagerung von Belgrad teil. Der osmanische General ließ eine Mauer um die Stadt errichten und benutzte die Steine anschließend für Steinschleudern. Dem zeitgenössischen Geschichtsschreiber Konstantin Mihailović zufolge wurde dem osmanischen Soldaten, der die osmanische Flagge an den Belgrader Mauern schwenken würde, der Titel des Bey und ein entsprechender Besitz versprochen. Obwohl Evrenosoglu zu dieser Zeit bereits den Titel eines Bey innehatte, beschloss er, den Angriff persönlich an die Mauern der Belgrader Burg zu führen, in der Hoffnung, seinen bereits guten Ruf zu verbessern.
Demetrios Chalkokondyles zufolge soll eine Legende erzählen, dass der ungarische General Johann Hunyadi Evrenosoğlus Stallbursche gewesen sein. Nach seiner Flucht nach Ungarn soll er dann in die Dienste des Königs von Ungarn getreten sein. Im Jahr 1444 trafen die Truppen des Königs von Ungarn und Polen unter Hunyadi und die Truppen Murads II. aufeinander. In der Schlacht bei Warna besiegten die Osmanen König Władysław III. Hunyadi konnte nur knapp entkommen.
Als Sultan Murad II. 1451 starb, wurde Ali Bey von Mehmed II. entsandt, um Mehmeds Halbbruder Küçük Ahmed Çelebi zu ertränken und damit seinen Anspruch auf den Thron zu sichern.
Evrenosoğlu wurde im Hof der Gazi-Evrenos-Moschee in Yenidje (heute Giannitsa, Griechenland) beigesetzt.